# Soyons désinvoltes, n'ayons l'air de rien
 (mai 2020).
Si vous disposez d'ouvrages ou d'articles de référence ou si vous connaissez des sites web de qualité traitant du thème abordé ici, merci de compléter l'article en donnant les références utiles à sa vérifiabilité et en les liant à la section « Notes et références ».
Albums de Noir Désir
Noir Désir en public
(2005) Débranché
(2020)
Soyons désinvoltes, n'ayons l'air de rien est une compilation du groupe de rock français Noir Désir parue en 2011, soit un an après la séparation du groupe. C'est leur dernier disque qui fait office de conclusion à leur discographie et est proposé en deux versions. La version standard regroupe les morceaux les plus connus du groupe, comme il se doit. L'édition « deluxe » propose un second disque avec des raretés, des reprises, des remixes et des faces B, ainsi qu'un DVD de morceaux en public, avec l'intégralité des clips. Le titre correspond aux paroles de la chanson Tostaky.

## Historique et contenu
Après que le groupe a connu une carrière quasi-continue de 1986 à 2002 en publiant six albums studios, dont la plupart sont des réussites, Noir Désir voit sa carrière interrompue en 2003 avec l'incarcération de son chanteur Bertrand Cantat pour le meurtre de Marie Trintignant, au moment où il produisait l'album live correspondant à la tournée de l'album Des visages des figures qui sort en 2005. En 2007, le chanteur obtient la liberté conditionnelle et le groupe publie un an plus tard deux chansons sur son site gratuitement, tout en indiquant qu'un nouvel album est en cours de préparation. Mais le 29 novembre 2010 le groupe se sépare peu de temps après l'enregistrement de la reprise Aucun express d'Alain Bashung destinée à sortir sur l'album hommage l'année suivante. 364 jours après la séparation, la compilation Soyons désinvoltes, n'ayons l'air de rien (dont le titre provient des paroles de la chanson Tostaky (le continent)) parait en guise de conclusion.
Cette compilation comporte un premier disque comportant le best of, puis un second permettant d'approfondir avec des raretés (certaines déjà parues sur la précédente compilation En route pour la joie en 1999), des remix issus de l'album One Trip/One Noise, deux chansons particulières (Des armes, Song for JLP), des reprises lives (dont 21st Century Schizoid Man issu de l'album live Noir Désir en public) et un morceau inédit (Aucun express, également paru sur Tels Alain Bashung la même année). Ces deux disques sont accompagnés d'un DVD reprenant l'intégralité des clips du groupe. Toutefois, l'album est également disponible en vente avec juste le premier disque, le best of.

## Titres de l'album[1]

### CD 1 - Le best of
| No  | Titre                         | Durée |
| --- | ----------------------------- | ----- |
| 1.  | Fin de siècle                 | 5:34  |
| 2.  | En route pour la joie         | 3:26  |
| 3.  | Ici Paris                     | 3:37  |
| 4.  | L'Homme pressé                | 3:45  |
| 5.  | Comme elle vient              | 2:25  |
| 6.  | À l'envers à l'endroit        | 4:06  |
| 7.  | À l'arrière des taxis         | 3:10  |
| 8.  | Toujours être ailleurs        | 4:32  |
| 9.  | Aux sombres héros de l'amer   | 2:58  |
| 10. | Un jour en France             | 3:13  |
| 11. | Marlène                       | 3:03  |
| 12. | Le vent nous portera          | 4:48  |
| 13. | À ton étoile                  | 4:27  |
| 14. | Lolita nie en bloc            | 3:30  |
| 15. | Tostaky (le continent) (edit) | 5:06  |
| 16. | Le Fleuve                     | 3:48  |
| 17. | Lost                          | 3:21  |
| 18. | One Trip/One Noise            | 4:12  |

### CD 2 - Les raretés
| No  | Titre                                                                       | Durée |
| --- | --------------------------------------------------------------------------- | ----- |
| 1.  | Back to You (face B de L'Homme pressé)                                      | 4:02  |
| 2.  | L'Iditenté (duo avec les Têtes Raides paru sur leur album Gratte poil)      | 4:26  |
| 3.  | I Want You (She's So Heavy) (reprise des Beatles)                           | 4:20  |
| 4.  | 21st Century Schizoid Man (reprise de King Crimson)                         | 5;47  |
| 5.  | Bis baby boum boum (duo avec Brigitte Fontaine paru sur son album Kékéland) | 5:09  |
| 6.  | Là-bas (B.O.F. de Bernie)                                                   | 2:35  |
| 7.  | Ces gens-là (reprise de Jacques Brel)                                       | 5:15  |
| 8.  | Des armes (sur un texte de Léo Ferré)                                       | 2:50  |
| 9.  | À ton étoile (remix par Yann Tiersen)                                       | 4:09  |
| 10. | Volontaire (en duo avec Alain Bashung)                                      | 3:26  |
| 11. | Son style 3 (face B de Lost)                                                | 3:36  |
| 12. | Les Écorchés (remix par Sloy)                                               | 3:59  |
| 13. | Le Roi (reprise de Georges Brassens)                                        | 5:06  |
| 14. | Oublié (remix par Replicant)                                                | 3:41  |
| 15. | Aucun express (reprise de Alain Bashung)                                    | 4:04  |
| 16. | Song for JLP (piste cachée sur l'album 666.667 Club)                        | 2:26  |
| 17. | Working Class Hero (reprise de John Lennon)                                 | 3:53  |
| 18. | Helter Skelter (reprise des Beatles)                                        | 9:07  |

### DVD
1. Où Veux-Tu Qu'Je R'Garde (INA) (3:36)
2. Toujours Être Ailleurs (Clip) (3:43)
3. Lola (I.N.A.) (4:32)
4. Où Veux-Tu Qu'Je R'Garde (Live Paris Olympia 1989) (2:56)
5. Aux Sombres Héros De L'Amer (Clip) (3:35)
6. En Route Pour La Joie (Clip) / (+46s From) Hoo Doo (Live) (4:50)
7. Tostaky (Pub T.V.) (0:34)
8. Johnny Colère (Archive Perso 1992, Session Chœurs) (3:04)
9. Tostaky (Clip) (5:17)
10. Lolita Nie En Bloc (Clip) (3:50)
11. Marlène (Niceley Mix) (Clip) (3:49)
12. Alice (Archive Perso 1992, Session Basse) (0:54)
13. Ici Paris (Live Paris La Cigale 1993) (4:13)
14. La Rage (Live Paris La Cigale 1993) (3:14)
15. Tostaky (Live Lyon Le Transbordeur 1993) (5:28)
16. En Route Pour La Joie (Live Lyon Le Transbordeur 1993) (9:45)
17. Tostaky (INA Le Cercle de minuit 22/12/1992) (4:54)
18. 666.667 Club (Pub T.V.) (0:30)
19. 666.667 Club (Pub T.V.) (0:30)
20. Septembre En Attendant (Archive Perso 1996, Prise Du Morceau En Plein Air) (1:03)
21. Un Jour En France (Clip) (3:35)
22. À Ton Étoile (Clip) (4:41)
23. L'Homme Pressé (Pub T.V.) (0:35)
24. L'Homme Pressé (Clip) (3:46)
25. Comme Elle Vient (Clip) (2:29)
26. Fin De Siècle (Live Les Eurockéennes 1997) (5:52)
27. Lazy (Live Les Eurockéennes 1997) (8:43
28. Working Class Hero (Live Concert de soutien au Gisti 1999) (3:05)
29. Volontaire (Live Studio avec Alain Bashung) (3:15)
30. Un Jour En France (Live Acoustique Buenos Aires 1997, Émission Much Electric) (2:38)
31. Des Visages Des Figures (Pub T.V.) (0:24)
32. Le Vent Nous Portera (Clip) (5:04)
33. À L'Envers, À L'Endroit (Clip) (4:28)
34. Lost (Archive Perso 2001, Session Voix) (0:39)
35. Lost (Pub T.V.) (0:34)
36. Lost (Clip) (2:57)
37. À L'Envers, À L'Endroit / Les Écorchés (T.V. Les Victoires de la Musique 2002) (8:03)
38. One Trip One Noise (Live Les Eurockéennes 2002) (8:15)
39. Pyromane (Live Evry Arènes De L'Agora 2002) (4:38)
40. Le Grand Incendie (Live Evry Arènes De L'Agora 2002) (6:45)
41. Tostaky (Live Les Vieilles Charrues 2001) (5:58)